# Complexe d'Icare
Le complexe d'Icare est un terme de psychologie de la personnalité utilisé pour la première fois par Henry Murray pour décrire un personnage ayant un type de personnalité spécifique excessivement ambitieux.
La psychosynthèse applique ce terme à ceux dont les ambitions spirituelles dépassent la limite de leur personnalité, entraînant des répercussions négatives.

## Traits propres au complexe d'Icare
Ce complexe est vu dans les différents types de personnalité et se manifeste à travers un ou plusieurs des attributs suivants : 
- Un narcissisme primaire, cherchant à attirer l'attention ou comportement visant à attirer l'admiration.
- L'ascensionnisme, qui est une notion selon laquelle le futur n'est pas dicté par le passé ou le présent, et selon laquelle aucune destination ou but n'est inatteignable. Combiné avec une anticipation de chute, c'est-à-dire un pressentiment, une appréhension d'une possible mauvaise tournure des événements.
- Une attirance émotionnelle ou une fascination du feu.

Les conséquences secondaires de ce complexe de personnalité sont : 
- Une obsession par rapport à l'immortalité.
- Une conception de la femme comme un objet utilisable pour gonfler son propre narcissisme, par exemple dans le domaine de l'amour[1].
- Un possible complexe d’Œdipe[3].
- Une certaine adolescence perpétuelle[4].

## Critique
Des doutes ont cependant été exprimés quant à l'intérêt thérapeutique du diagnostic du complexe d'Icare.